# Barrage de Sénéchas
Le barrage de Sénéchas est un barrage écrêteur de crues sur la Cèze, à cheval entre l'Ardèche (région Auvergne-Rhône-Alpes) et le Gard (région Occitanie).

## Situation
Contradictoirement à son nom, il ne se trouve pas sur la commune de Sénéchas mais à cheval entre les communes de Malbosc (Ardèche) côté nord et de Chambon (Gard) côté sud. La commune de Sénéchas (Gard) commence à 95 m en amont du barrage. 

Chambon (comme Sénéchas), et donc la moitié sud du barrage, fait partie de l'aire d'adhésion du Parc national des Cévennes.
Il a été construit immédiatement après la confluence de l'Homol en rive droite de la Cèze. Le lac subséquemment formé est donc « fourchu » : à partir du « tronc » formé au barrage, deux branches s'en écartent qui correspondent à l'une et l'autre rivière.
L'extrémité nord du barrage touche à la commune de Malbosc en Ardèche, qui inclut également la moitié sud de la branche du lac côté Cèze. La rive droite et la moitié sud de la branche "Homol" du lac est sur Chambon
Au creux de cette fourche, les deux rivières encadrent Sénéchas avec la Cèze venant du nord-ouest, l'Homol du sud-ouest, et les deux cours d'eau se rejoignant au sud-est du bourg.
Ainsi Sénéchas inclut à peu près la moitié de chaque branche du lac et donc la plus grosse partie de la surface de ce dernier.
La D52 reliant Malbosc à Chambon passe sur le barrage.
Le système de sonnerie de la sécurité civile, qui se déclenche tous les premiers mercredis de chaque mois à 12h15, sert à tester et s'assurer du bon fonctionnement des dispositifs d'alerte à la population en cas de danger imminent, tel que la rupture du barrage de Sénéchas. Ce genre de système est crucial pour prévenir les habitants en cas de catastrophe et leur permettre de prendre des mesures de sécurité appropriées.

## Construction
Construit de 1973 à 1976 dans les Cévennes ardécho-gardoises, sur la rivière la Cèze et son affluent l'Homol, il sert à protéger en particulier les villes de Bessèges et de Saint-Ambroix des inondations provoquées par les épisodes cévenols, la crue de 1958 dans ces deux villes ayant fait de nombreuses victimes et causé d'importants dégâts avec ponts emportés et maisons détruites.
Le barrage fait 240 mètres de long, 62 mètres de hauteur et 15 mètres d'épaisseur. Il retient en moyenne 3 millions de m³ d'eau, et sa retenue maximale est de 16 millions de m³.
Lors de sa construction ce barrage a suscité une polémique car il a englouti sous ses eaux le site mégalithique de Sauto Cabro (saut de chèvre), dont l'écrivain cévenol Jean-Pierre Chabrol et l'abbé Jean Roux de Sénéchas étaient de fervents défenseurs.